# تاكوما إيتو
تاكوما إيتو (باليابانية: 伊藤 拓真) (11 أغسطس 1986 في نييغاتا في اليابان - )؛ هو لاعب كرة قدم ياباني سابق كان يلعب كحارس مرمى.

## وصلات خارجية
- تاكوما إيتو على موقع رابطة كرة القدم اليابانية للمحترفين (اليابانية)
- تاكوما إيتو على موقع قاعدة بيانات كرة القدم.إي يو (الإنجليزية)
- تاكوما إيتو على موقع Soccerway.com (الإنجليزية)